# Quirguistão nos Jogos Olímpicos de Verão de 2024
Quirguistão competiu nos Jogos Olímpicos de Verão de 2024 realizados em Paris, na França, entre 26 de julho e 11 de agosto de 2024. Foi a oitava participação do país nos Jogos Olímpicos de Verão desde a estreia em Atlanta 1996.
Foi representado por 16 atletas que competiram em cinco esportes. Conquistou seis medalhas, sendo cinco delas nas lutas: prata com Meerim Zhumanazarova na categoria até 68 kg feminino da luta livre e bronzes com Aisuluu Tynybekova na categoria até 62 kg livre feminino, Zholaman Sharshenbekov (–60 kg), Akzhol Makhmudov (–77 kg) e Uzur Dzhuzupbekov (–97 kg), os três últimos na luta greco-romana. A outra medalha foi com Munarbek Seiitbek Uulu na categoria até 57 kg masculino do boxe.

## Medalhas
| Atleta                 | Esporte | Evento                           | Medalha |
| ---------------------- | ------- | -------------------------------- | ------- |
| Meerim Zhumanazarova   | Lutas   | Livre até 68 kg feminino         | Prata   |
| Munarbek Seiitbek Uulu | Boxe    | Até 57 kg masculino              | Prata   |
| Zholaman Sharshenbekov | Lutas   | Greco-romana até 60 kg masculino | Bronze  |
| Akzhol Makhmudov       | Lutas   | Greco-romana até 77 kg masculino | Bronze  |
| Uzur Dzhuzupbekov      | Lutas   | Greco-romana até 97 kg masculino | Bronze  |
| Aisuluu Tynybekova     | Lutas   | Livre até 62 kg feminino         | Bronze  |

## Competidores
Esta foi a participação por modalidade nesta edição:
| Esporte   | Masculino | Feminino | Total |
| --------- | --------- | -------- | ----- |
| Atletismo | 0         | 1        | 1     |
| Boxe      | 1         | 0        | 1     |
| Judô      | 2         | 0        | 2     |
| Lutas     | 7         | 3        | 10    |
| Natação   | 1         | 1        | 2     |
| Total     | 11        | 5        | 16    |

## Desempenho

### Atletismo
Feminino
Eventos de estrada
| Atleta            | Evento   | Final   | Final | Ref.  |
| Atleta            | Evento   | Tempo   | Pos.  | Ref.  |
| ----------------- | -------- | ------- | ----- | ----- |
| Sardana Trofimova | Maratona | 2:26:47 | 14    | [ 5 ] |

### Boxe
Masculino
| Atleta                 | Evento    | Fase de 32           | Oitavas de final     | Quartas de final     | Semifinal            | Final                | Final            | Ref.  |
| Atleta                 | Evento    | Adversário Resultado | Adversário Resultado | Adversário Resultado | Adversário Resultado | Adversário Resultado | Pos.             | Ref.  |
| ---------------------- | --------- | -------------------- | -------------------- | -------------------- | -------------------- | -------------------- | ---------------- | ----- |
| Munarbek Seiitbek Uulu | Até 57 kg | Bye                  | CUB S Horta V 3–2    | USA J Harvey V 5–0   | BUL J Ibáñez V 4–1   | UZB A Khalokov D 0–5 | Medalha de prata | [ 6 ] |

### Judô
Masculino
| Atleta                 | Evento    | Primeira fase               | Oitavas                      | Quartas              | Semifinais           | Repescagem           | Final / DB           | Final / DB | Ref.  |
| Atleta                 | Evento    | Adversário Resultado        | Adversário Resultado         | Adversário Resultado | Adversário Resultado | Adversário Resultado | Adversário Resultado | Pos.       | Ref.  |
| ---------------------- | --------- | --------------------------- | ---------------------------- | -------------------- | -------------------- | -------------------- | -------------------- | ---------- | ----- |
| Kubanychbek Aibek Uulu | Até 66 kg | UKR B Iadov D 00–11         | Não avançou                  | Não avançou          | Não avançou          | Não avançou          | Não avançou          | =17        | [ 7 ] |
| Erlan Sherov           | Até 90 kg | CUB I Silva Morales V 10–00 | ESP T Mosakhlishvili D 00–10 | Não avançou          | Não avançou          | Não avançou          | Não avançou          | =9         | [ 8 ] |

### Lutas

#### Greco-romana
Masculino
| Atleta                 | Evento    | Oitavas                | Quartas                 | Semifinais           | Repescagem           | Final / DB              | Final / DB        | Ref.   |
| Atleta                 | Evento    | Adversário Resultado   | Adversário Resultado    | Adversário Resultado | Adversário Resultado | Adversário Resultado    | Pos.              | Ref.   |
| ---------------------- | --------- | ---------------------- | ----------------------- | -------------------- | -------------------- | ----------------------- | ----------------- | ------ |
| Zholaman Sharshenbekov | Até 60 kg | KAZ A Sultangali V 6–3 | ROU R Arnăut V 9–0      | JPN K Fumita D 3–4   | Bye                  | IRI M Mohsennejad V 3–1 | Medalha de bronze | [ 9 ]  |
| Amantur Ismailov       | Até 67 kg | GEO R Zoidze V 12–1    | UKR P Nasibov D 6–7     | Não avançou          | SRB M Nemeš V 8–0    | AZE H Jafarov D 0–8     | 5                 | [ 10 ] |
| Akzhol Makhmudov       | Até 77 kg | USA K Bey V 4–1        | KAZ D Zhadrayev D 1–3   | Não avançou          | COL J Cuero V 9–0    | AZE S Suleymanov V 6–5  | Medalha de bronze | [ 11 ] |
| Uzur Dzhuzupbekov      | Até 97 kg | LTU M Venckaitis V 5–1 | IRI M Hadi Saravi D 0–8 | Não avançou          | USA J Rau V 9–4      | EGY M Gabr V 2–1        | Medalha de bronze | [ 12 ] |

#### Livre
Masculino
| Atleta             | Evento     | Oitavas               | Quartas               | Semifinais           | Repescagem           | Final / DB            | Final / DB  | Ref.   |
| Atleta             | Evento     | Adversário Resultado  | Adversário Resultado  | Adversário Resultado | Adversário Resultado | Adversário Resultado  | Pos.        | Ref.   |
| ------------------ | ---------- | --------------------- | --------------------- | -------------------- | -------------------- | --------------------- | ----------- | ------ |
| Bekzat Almaz Uulu  | Até 57 kg  | KAZ M Kartbay V 4–1   | IND A Sehrawat D 0–12 | Não avançou          | CHN Zou W V 7–4      | UZB G Abdullaev D 1–5 | 5           | [ 13 ] |
| Ernazar Akmataliev | Até 65 kg  | HUN I Musukaev D 0–11 | Não avançou           | Não avançou          | Não avançou          | Não avançou           | Não avançou | [ 14 ] |
| Aiaal Lazarev      | Até 125 kg | IRI A Zare D 0–5      | Não avançou           | Não avançou          | CAN A Dhesi V 5–0    | TUR T Akgül D 0–7     | 5           | [ 15 ] |

Feminino
| Atleta               | Evento    | Oitavas                 | Quartas              | Semifinais             | Repescagem           | Final / DB            | Final / DB        | Ref.   |
| Atleta               | Evento    | Adversário Resultado    | Adversário Resultado | Adversário Resultado   | Adversário Resultado | Adversário Resultado  | Pos.              | Ref.   |
| -------------------- | --------- | ----------------------- | -------------------- | ---------------------- | -------------------- | --------------------- | ----------------- | ------ |
| Aisuluu Tynybekova   | Até 62 kg | NGR E Kolawole V 5–1    | USA K Miracle V 6–6  | UKR I Koliadenko D 2–9 | Bye                  | MGL O Pürevdorj V 6–6 | Medalha de bronze | [ 16 ] |
| Meerim Zhumanazarova | Até 68 kg | MGL D Enkhsaikhan V 8–3 | JPN N Ozaki V 8–6    | NGR B Oborududu V 3–1  | —                    | USA A Elor D 0–3      | Medalha de prata  | [ 17 ] |
| Aiperi Medet Kyzy    | Até 76 kg | CHN Wang J V 4–1        | IND R Hooda V 1–1    | USA K Blades D 6–8     | Bye                  | CUB M Marín D 0–6     | 5                 | [ 18 ] |

### Natação
Masculino
| Atleta          | Evento      | Eliminatórias | Eliminatórias | Semifinal   | Semifinal   | Final       | Final       | Ref.   |
| Atleta          | Evento      | Tempo         | Pos.          | Tempo       | Pos.        | Tempo       | Pos.        | Ref.   |
| --------------- | ----------- | ------------- | ------------- | ----------- | ----------- | ----------- | ----------- | ------ |
| Denis Petrashov | 100 m peito | 1:00.42       | 23            | Não avançou | Não avançou | Não avançou | Não avançou | [ 19 ] |
| Denis Petrashov | 200 m peito | 2:10.99       | 16 Q          | 2:10.19     | 14          | Não avançou | Não avançou | [ 19 ] |

Feminino
| Atleta                | Evento     | Eliminatórias | Eliminatórias | Semifinal   | Semifinal   | Final       | Final       | Ref.   |
| Atleta                | Evento     | Tempo         | Pos.          | Tempo       | Pos.        | Tempo       | Pos.        | Ref.   |
| --------------------- | ---------- | ------------- | ------------- | ----------- | ----------- | ----------- | ----------- | ------ |
| Elizaveta Pecherskikh | 50 m livre | 26.26         | 30            | Não avançou | Não avançou | Não avançou | Não avançou | [ 20 ] |